# Lampanyctus acanthurus
Lampanyctus acanthurus és una espècie de peix de la família dels mictòfids i de l'ordre dels mictofiformes.

## Morfologia
- Els mascles poden assolir 13 cm de longitud total.
- Nombre de vèrtebres: 35-37.[3][4]

## Reproducció
És ovípar amb larves i ous planctònics.

## Hàbitat
És un peix marí i d'aigües profundes que viu fins als 560 m de fondària.

## Distribució geogràfica
Es troba al Pacífic nord.